# Peruanism
Peruanism kallas de speciella ord som ingår i den peruanska spanskan, men som i huvudsak inte har spritt sig utanför Peru, och inte heller tagits in i Kungl. Spanska Språkakademin. En peruanism kan vara en arkaism från conquistadorernas kastilianska ("castellano"). Det kan också vara en nybildning av ett ord, eller ett spanskt ord som fått annan betydelse i Peru än i Spanien. Lånord som introducerats i Peru men inte används på den Iberiska halvön brukar också räknas in bland peruanismer.
I sin bok Peruanismos beskriver Martha Hildebrandt utförligt mer än 200 ord och uttryck som hör till det peruanska vardagsspråket.